# Frontal kollision ved Halle
Den 15. februar 2010 kl. ca. 8:30 skete en frontal kollision ved Halle, da to regionaltog kolliderede i Buizingen ved Halle i Belgien. Ved kollisionen blev 19 personer dræbt, og cirka halvdelen af de 250-300 personer i de to tog angives at være blevet kvæstet.
Kollisionen skete i morgenmyldretiden på strækningen Bruxelles-Mons. Det ene tog var på vej fra Quiévrain til Liège, og det andet kørte fra Leuven til Braine-le-Comte.